# Hasselö, Stockholms skärgård
Hasselö är en cirka 1,5 km stor ö ungefär 3 sjömil nordost om Sandhamn i Stockholms skärgård. Norr om Hasselö ligger Kanholmsfjärden och i söder ligger Eknösundet. Mellan Hasselö och den närliggande Harö ligger Hasselöfladen som i söder smalnar av till ett smalt sund. Väster om Hasselö ligger de mindre öarna Hasselkobben och Dämpluckskobben som båda är bebyggda, samt Getkobben som är obebyggd men nästan sammanvuxen med Hasselkobben.
Waxholmsbolaget trafikerar både Hasselö och Hasselkobben året runt.

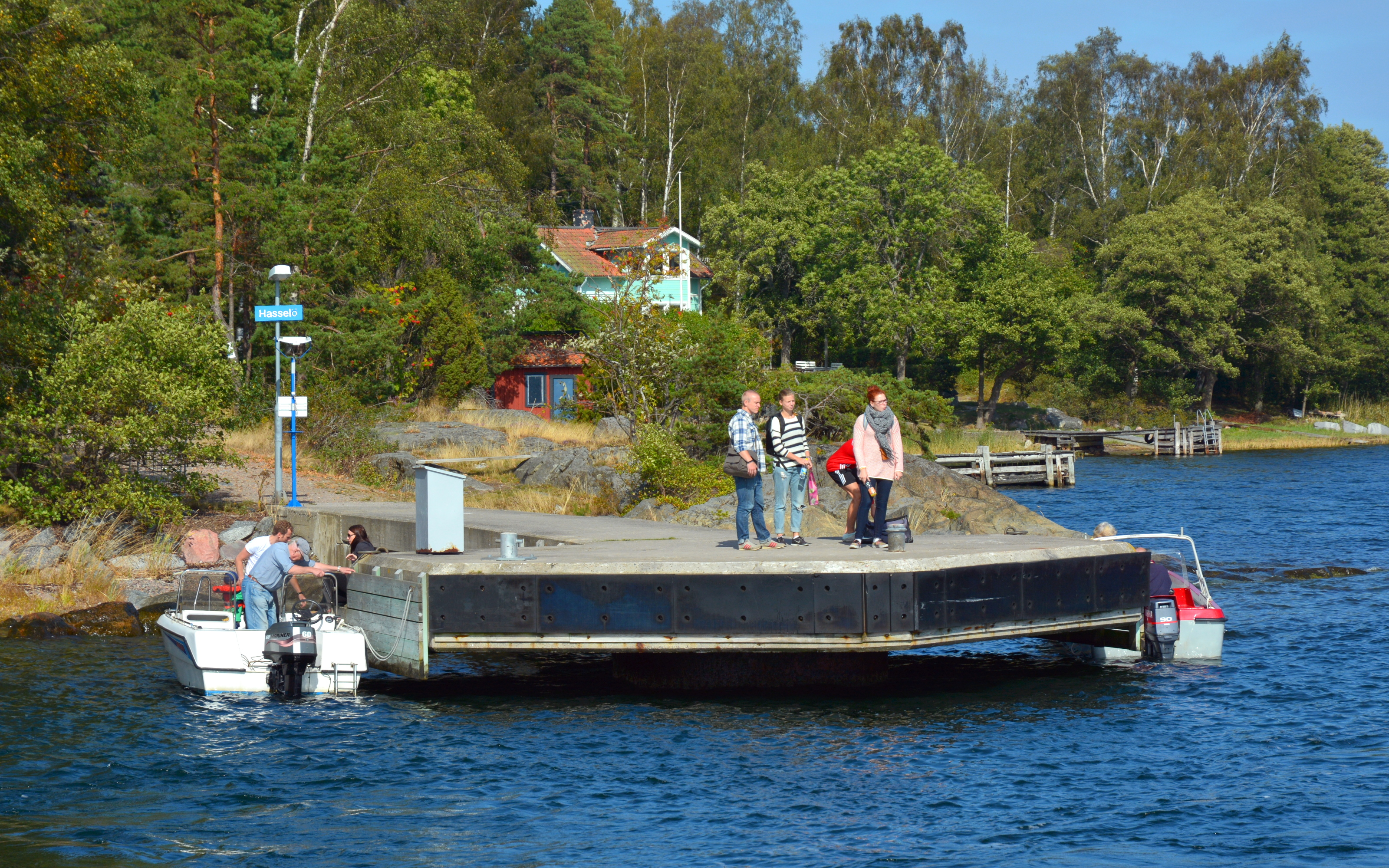
Ångbåtsbryggan på Hasselö.

## Bildspel
|  |